# Guardia Sanframondi

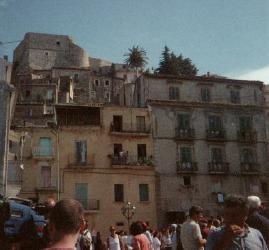
Lâu đài ở Guardia.

Guardia Sanframondi là một đô thị ở tỉnh Benevento, vùng Campania, nước Ý. Đô thị này có một tòa lâu đài thời Trung cổ. Phần lớn các phổ cổ của đô thị này chỉ có thể đi bộ. Phần lớn phố cổ ít người ở, dân cư tập trung ở vành đai phố mới bao quanh phố cổ.